# 대한민국 민법 제253조
대한민국 민법 제253조는 유실물의 소유권취득에 대한 민법 물권법 조문이다. <개정 2013.4.5>

## 조문
제253조(유실물의 소유권취득) 유실물은 법률에 정한 바에 의하여 공고한 후 6개월 내에 그 소유자가 권리를 주장하지 아니하면 습득자가 그 소유권을 취득한다. 

第253條(遺失物의 所有權取得) 遺失物은 法律에 定한 바에 依하여 公告한 後 6개월 내에 그 所有者가 權利를 主張하지 아니하면 拾得者가 그 所有權을 取得한다.

## 비교 조문
일본 민법 제240조(유실물의 습득) 유실물은 유실물법 (헤이세이 18년 법률 제73호)의 정함과 그에 따른 공고를 한 후 3개월 이내에 그 소유자가 판명되지 아니한 때에는 이를 습득한 자가 그 소유권을 취득한다.

## 참고 문헌
- 오현수, 일본민법, 진원사, 2014. ISBN 978-89-6346-345-2
- 오세경, 대법전, 법전출판사, 2014 ISBN 978-89-262-1027-7
- 이준현, LOGOS 민법 조문판례집, 미래가치, 2015. ISBN 979-1-155-02086-9

## 같이 보기
- 소멸시효
- 유실물